# Sesto Tedio Valerio Catullo
Sesto Tedio Valerio Catullo (in latino: Sextus Te(i)dius Valerius Catullus; 11 a.C. circa – dopo il 31) è stato un magistrato romano, console dell'Impero romano.

## Biografia
Homo novus di una famiglia proveniente da Verona, i nomi di Sesto indicano chiaramente che egli era originariamente un Lucio Valerio Catullo adottato per testamento da un Sesto Tedio. Probabilmente appartenente alla famiglia del grande poeta Catullo, il padre biologico di Sesto, l'omonimo Lucio Valerio Catullo, era con ogni probabilità il tresvir monetalis in un inconsueto collegio di quattro magistrati, emittenti probabilmente tra il 4 e il 2 a.C., insieme a Publio Betilieno, Gaio Nevio Capella e Gaio Rubellio Blando; il padre adottivo di Sesto, invece, era probabilmente discendente del senatore Sesto Tedio che, ormai anziano, nel 52 a.C., ritornando forse da Lanuvium, trovò il corpo di Publio Clodio Pulcro a Bovillae e lo trasportò a Roma, con grande apprezzamento di Pompeo (che forse impiegò lui o un suo parente in Oriente). Madre biologica di Sesto (o meno probabilmente nonna e madre del tresvir monetalis, non certo sua moglie) fu Terenzia Ispulla, proveniente da una famiglia di Mediolanum: Terenzia e il figlio, probabilmente quindi il giovane e ancora non adottato Lucio, sono onorati in un'iscrizione su base di due statue ad Atene, presso i Propilei.
Le tappe della carriera di Sesto sono riportate in un'iscrizione recentemente edita, ma purtroppo mutila, ritrovata forse a Milano: Sesto fu quaestor pro praetore in una provincia ignota, probabilmente tribuno della plebe, pretore urbano, legato forse non governatoriale di una provincia ignota (forse Asia o Africa), e ricoprì una carica da curatore purtroppo non completa.
Dopo questi inizi di carriera, Sesto giunse, come primo della sua famiglia e con ogni probabilità della sua città natale Verona, al consolato nel 31: egli, suffetto, sostituì il 9 maggio, insieme al nobilissimo Fausto Cornelio Silla, la coppia di ordinari composta dal princeps Tiberio e dal potentissimo prefetto del pretorio Seiano, per poi però essere sostituito a luglio da Lucio Fulcinio Trione mentre Silla rimase in carica fino a settembre, sostituito poi a ottobre da Publio Memmio Regolo.
Nel corso della sua carriera, Sesto doveva essere riuscito ad entrare in circoli importanti: il figlio Valerio Catullo, attestato insieme a Sesto come dedicatario di un tempio o un sacello al divo Augusto nella loro tenuta di Lanuvium, probabilmente ereditata dalla famiglia adottiva di Sesto, non solo è documentato come pontefice, ma è probabilmente identico a quel Valerio Catullo di famiglia consolare che Svetonio riporta fosse intimo di Caligola (forse a Capri) e lo avesse persino stuprato, vantandosene.
La vicinanza dei Catulli alle classi superiori di Roma è deducibile anche dal matrimonio che è stato ricostruito per il figlio di Sesto: Valerio Catullo sembra infatti aver sposato Statilia Messalina, sorella di Tito Statilio Tauro, console suffetto del 44, e Tauro Statilio Corvino, console ordinario del 45, e zia della più nota Statilia Messalina, ultima moglie di Nerone. Dal matrimonio tra Catullo e Messalina nacquero Statilia Messalina, defunta molto piccola, ma soprattutto Lucio Valerio Catullo Messalino, console ordinario del 73 come collega di Domiziano e per la seconda volta da suffetto nell'85 e famigerato delatore del principato di Domiziano, nonché amicus del princeps e membro del suo consilium.